# Rajon Wosnessensk
Der Rajon Wosnessensk (ukrainisch Вознесенський район/Wosnessenskyj rajon; russisch Вознесенский район/Wosnessenski rajon) ist ein ukrainischer Rajon mit etwa 170.000 Einwohnern. Er liegt in der Oblast Mykolajiw und hat eine Fläche von 6081 km², der Verwaltungssitz befindet sich in der namensgebenden Stadt Wosnessensk.

## Geographie
Der Rajon liegt im Nordwesten der Oblast Mykolajiw und grenzt im Norden an den Rajon Nowoukrajinka (in der Oblast Kirowohrad gelegen), im Nordosten an den Rajon Kropywnyzkyj (Oblast Kirowohrad), im Osten an den Rajon Baschtanka, im Südosten und Süden an den Rajon Mykolajiw, im Südwesten und Westen an den Rajon Beresiwka (in der Oblast Odessa gelegen) sowie im Nordwesten an den Rajon Perwomajsk.

## Geschichte
Der Rajon wurde am 4. März 1923 gegründet. Am 17. Juli 2020 kam es im Zuge einer großen Rajonsreform zur Auflösung des alten Rajons und einer Neugründung unter Vergrößerung des Rajonsgebietes um die Rajone Bratske, Domaniwka, Jelanez und Wesselynowe, kleinere Teile des Rajons Arbusynka sowie der bis dahin unter Oblastverwaltung stehenden Städte Wosnessensk und Juschnoukrajinsk.

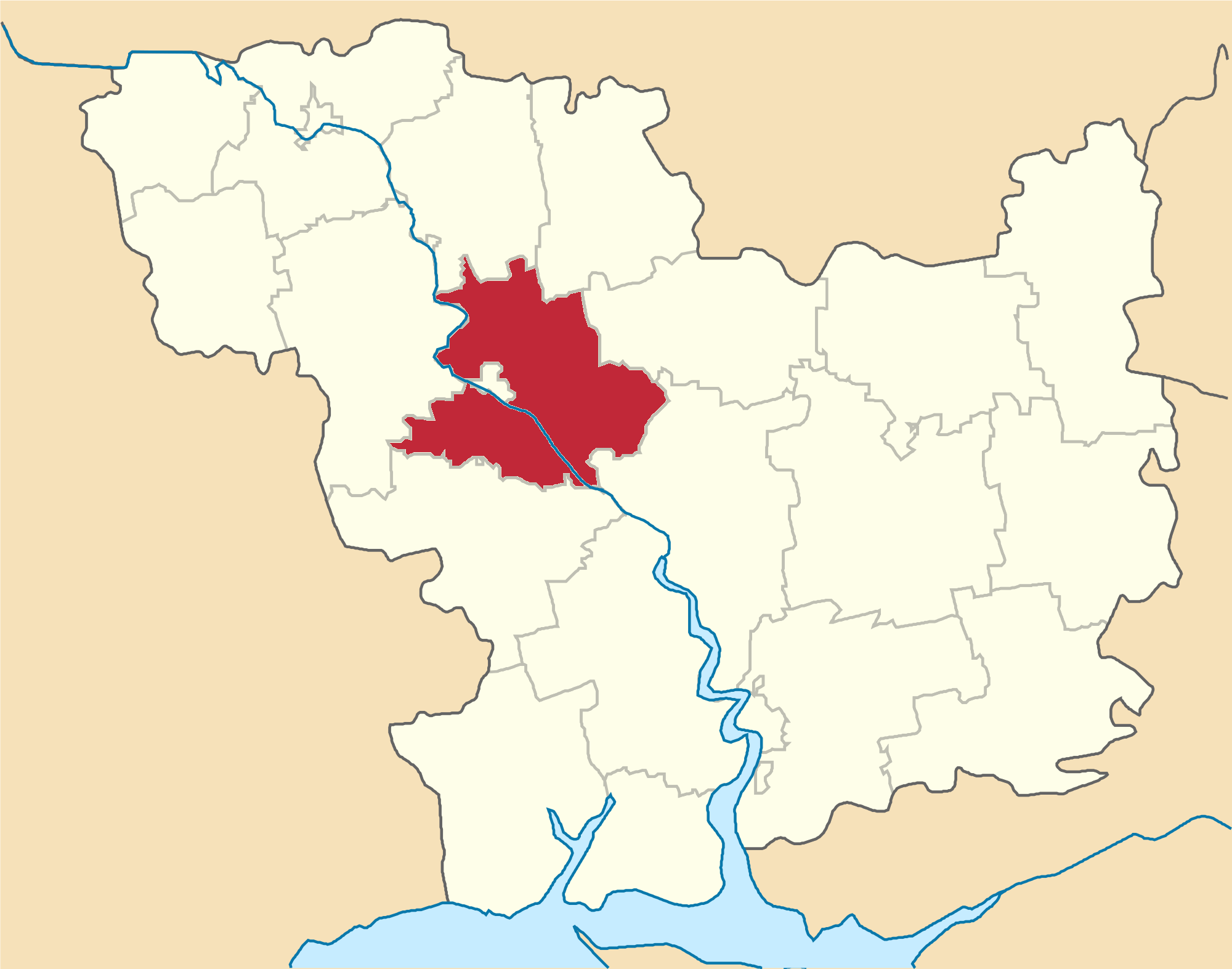
Rajon Wosnessensk bis Juli 2020
Rajonsgebiet ab Juli 2020

## Administrative Gliederung
Auf kommunaler Ebene ist der Rajon in 13 Hromadas (2 Stadtgemeinden, 5 Siedlungsgemeinden und 6 Landgemeinden) unterteilt, denen jeweils einzelne Ortschaften untergeordnet sind.
Zum Verwaltungsgebiet gehören:
- 2 Städte
- 7 Siedlungen städtischen Typs
- 239 Dörfer
- 5 Ansiedlungen

Die Hromadas sind im Einzelnen:
- Stadtgemeinde Wosnessensk
- Stadtgemeinde Juschnoukrajinsk
- Siedlungsgemeinde Bratske
- Siedlungsgemeinde Domaniwka
- Siedlungsgemeinde Jelanez
- Siedlungsgemeinde Oleksandriwka
- Siedlungsgemeinde Wesselynowe
- Landgemeinde Buske
- Landgemeinde Doroschiwka
- Landgemeinde Mostowe
- Landgemeinde Nowomarjiwka
- Landgemeinde Prybuschany
- Landgemeinde Prybuschschja